# کتوکونازول
کتوکونازول (به انگلیسی: Ketoconazole) یک داروی آنتی آندروژن، ضد قارچ و آنتی گلوکوکورتیکوئید است که برای درمان تعدادی از عفونت‌های قارچی استفاده می‌شود. استفاده از آن روی پوست برای عفونت‌های قارچی پوست مانند کینه، کاندیدیازیس جلدی، پیتریازیس ورسیکالر، شوره سر و درماتیت سبورئیک استفاده می‌شود.
- رده درمانی: عوامل ضد قارچ

- اَشکال دارویی: قرص، شامپو و کرم

## موارد مصرف
کتوکونازول در درمان کچلی تنه و کشاله ران (Tinea Corporis and Cruris) ناشی از تریکوفیتونها و اپیدرموفیتون فلوکوزوم، تینا ورسیکالر (Tinea Versicolor) ناشی از پیتیروسپوروم فورفور، کاندیدیاز جلدی (Cutaneous Candidiasis)، درماتیت سبورئیک Seborrheic Dermatitis، کچلی سر Tinea Capitis، کچلی ریش (Tinea Barbae)، کچلی پا (Tinea Pedis) و عفونت‌های قارچی ناخن (Paranychia) استفاده می‌شود.
شامپو کتوکونازول ۲٪ در درمان تیناورسیکالر (پیتیریازیس) ناشی از پیتیروسپروم اوربیکولار که بعنوان مالاسزیا فورفور یا مالاسزیا اوربیکولار نیز شناخته شده‌است مصرف می‌گردد.
اگر سندرم کوشینگ به علت ترشح نابجای ACTH از یک تومور غیرقابل جراحی باشد، برای تخفیف علائم پرکاری آدرنال می‌توان از مهار کننده‌های آنزیمی آدرنال مانند کتوکونازول استفاده کرد.

## مکانیسم اثر
کتوکونازول اثر ضد قارچ خود را، از طریق مهار آنزیم سیتوکروم P-۴۵۰ اعمال می‌کند. با مهار این سیتوکروم، تولید ارگوسترول که یک جزء حیاتی در غشاء سلولی قارچ است، مهار می‌گردد.
آزول‌ها (فلوکونازول، کتوکونازول و ایتراکونازول) در برابر قارچ‌ها، توکسیسیته انتخابی دارند، زیرا با سنتز ارگوسترول، که استرول منحصربه‌فرد غشای سلولی قارچ‌ها می‌باشد، تداخل می‌نمایند. آزول‌ها با مهار تولید ارگوسترول، نفوذپذیری غشای سلولی قارچ را مختل می‌کنند.

## طول مدت مصرف
در درمان درماتیت سبوره ای : ۲ بار در هفته به مدت ۴-۲ دقیقه
در پیشگیری درماتیت سبوره ای : یک بار در هفته هر ۱ تا ۲ هفته
در درمان پی تی ریازیس ورسی کالر : یک بار مصرف کافی است

## عوارض جانبی
خارش، قرمزی پوست، ضایعات جلدی، یبوست، اسهال، سرگیجه، حساسیت چشم‌ها به نور، خواب آلودگی، سردرد و تهوع شود. کتوکونازول با ترفنادین و قرصهای جلوگیری از حاملگی تداخل دارد.